# Arbatax

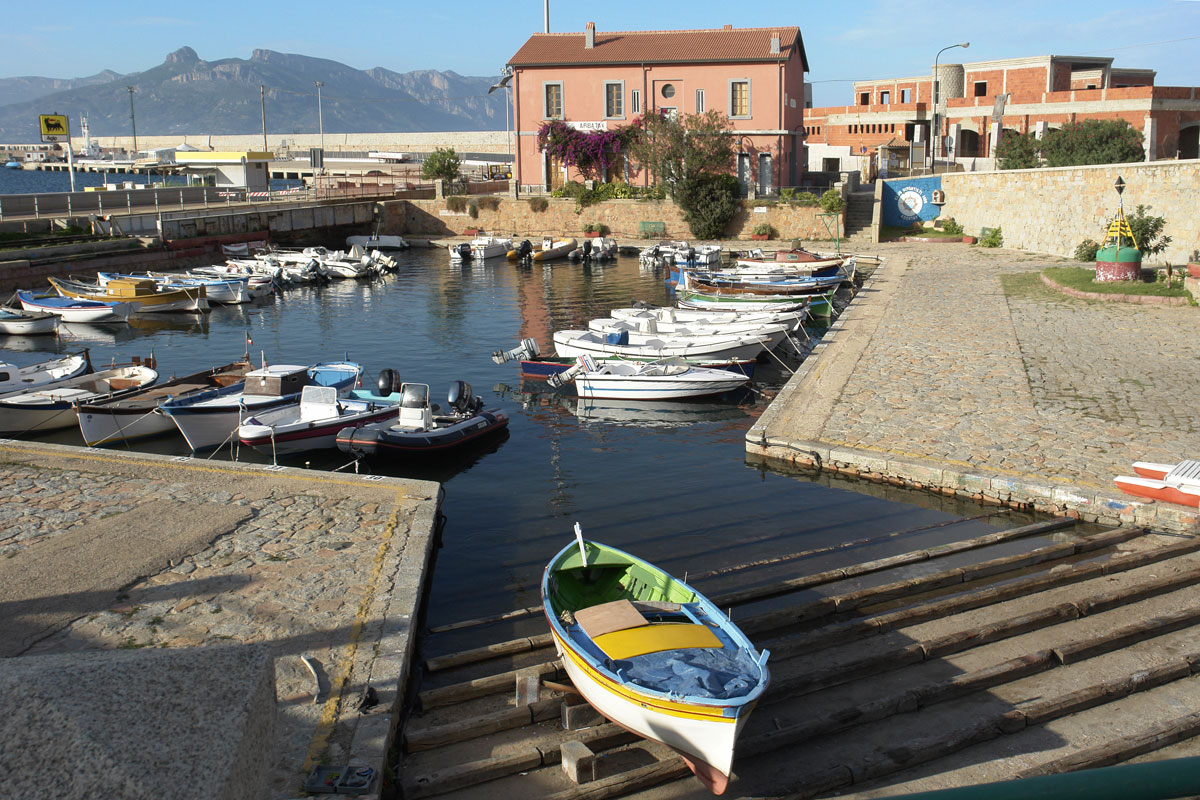
Arbatax, Hafen und Bahnhof

Arbatax ist ein Ortsteil von Tortolì in der Provinz Ogliastra auf der italienischen Mittelmeerinsel Sardinien. Der Ort hat etwa 2270 Einwohner (Stand 2017).

## Geografie
Arbatax liegt auf einer Halbinsel an der Ostküste etwa in der Mitte zwischen Olbia und der Inselhauptstadt Cagliari. Es ist einer der Fährhäfen, über den man die Insel vom Festland aus erreichen kann. Der größte Teil der Porphyrkuppe auf der Halbinsel ist wegen mehrerer großer Feriensiedlungen und wegen militärischer Sperrgebiete für Touristen unzugänglich.
Etwa 5 km landeinwärts liegt Tortolì, die ehemalige Hauptstadt der Provinz Ogliastra.

## Geschichte
Überlieferte wirtschaftliche Betätigungen in der Region um Arbatax gehen gemäß staatlichen Regulierungen auf das 15. Jahrhundert zurück. Der Bau des Hafens war ein von wirtschaftlichen Interessen umstrittenes Projekt, das nach Gemeindebeschluss vom 22. Oktober 1852 zum Hafenbau realisiert wurde.

## Wirtschaft
Neben regionalem Handel stellten Fischerei, Fischverarbeitung und Hafenbetrieb zu früheren Zeiten die vorrangigen örtlichen Einnahmequellen dar. Ab den 1960er Jahren setzte eine Industrialisierung in der Region mit dem Bau einer Papierfabrik und Ansiedlung eines Werft- bzw. Stahlbauunternehmens ein, bis die Entwicklung des Tourismus eine etwas größere Bedeutung bekam.

## Sehenswürdigkeiten
Die aus dem Meer ragenden, blutroten Porphyrspitzen, die sogenannten roten Felsen (ital.: rocce rosse) von Arbatax, wurden mit den Fialen einer Kathedrale verglichen. Die roten Felsen von Arbatax sind eine der großen Attraktionen der Natur auf Sardinien. Am Meeresufer herausragender Fels besteht aus rotem Porphyr und ist eingelagert westlich und östlich in reichlich vorhandenem, grauem Granitporphyr. Die roten Felsen sind ein Wahrzeichen von Arbatax und befinden sich, etwas versteckt, direkt vor der Einfahrt zum Hafengelände auf der rechten Straßenseite, vom Meer in den Hafen einfahrend auf der Backbordseite.

Arbatax
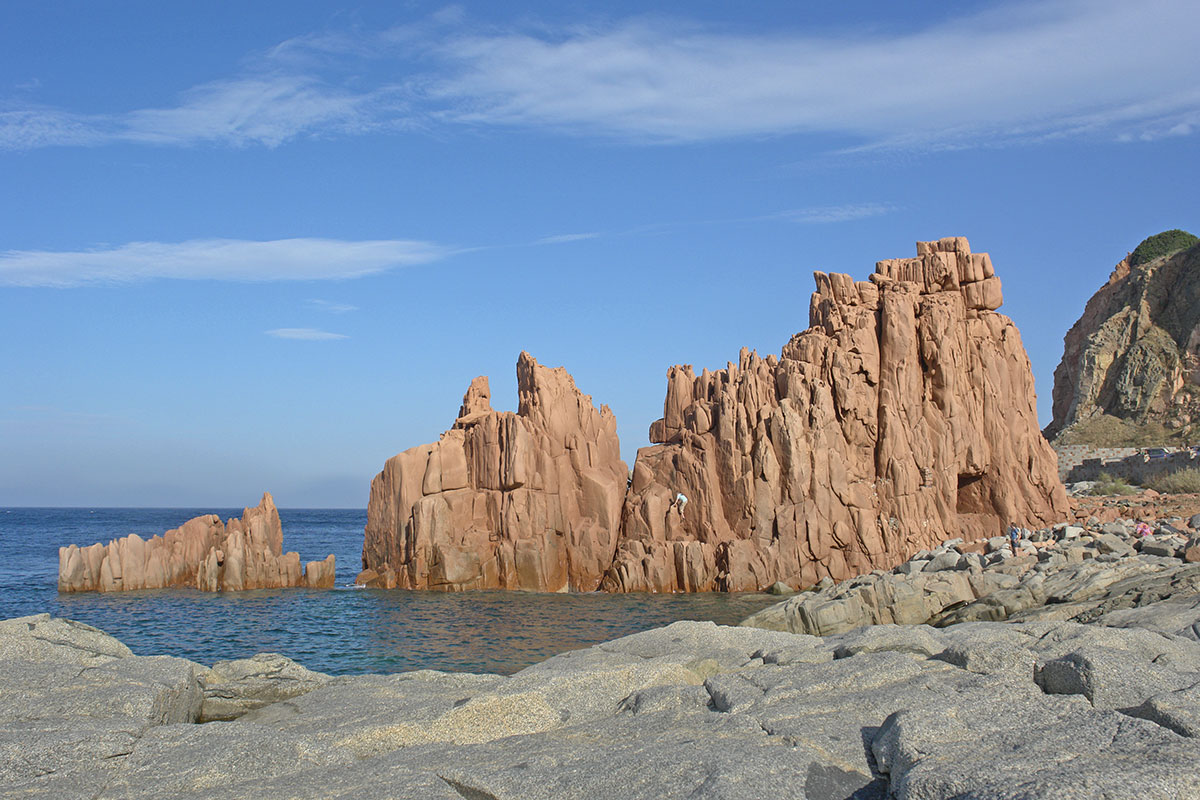
Porphyrfelsen
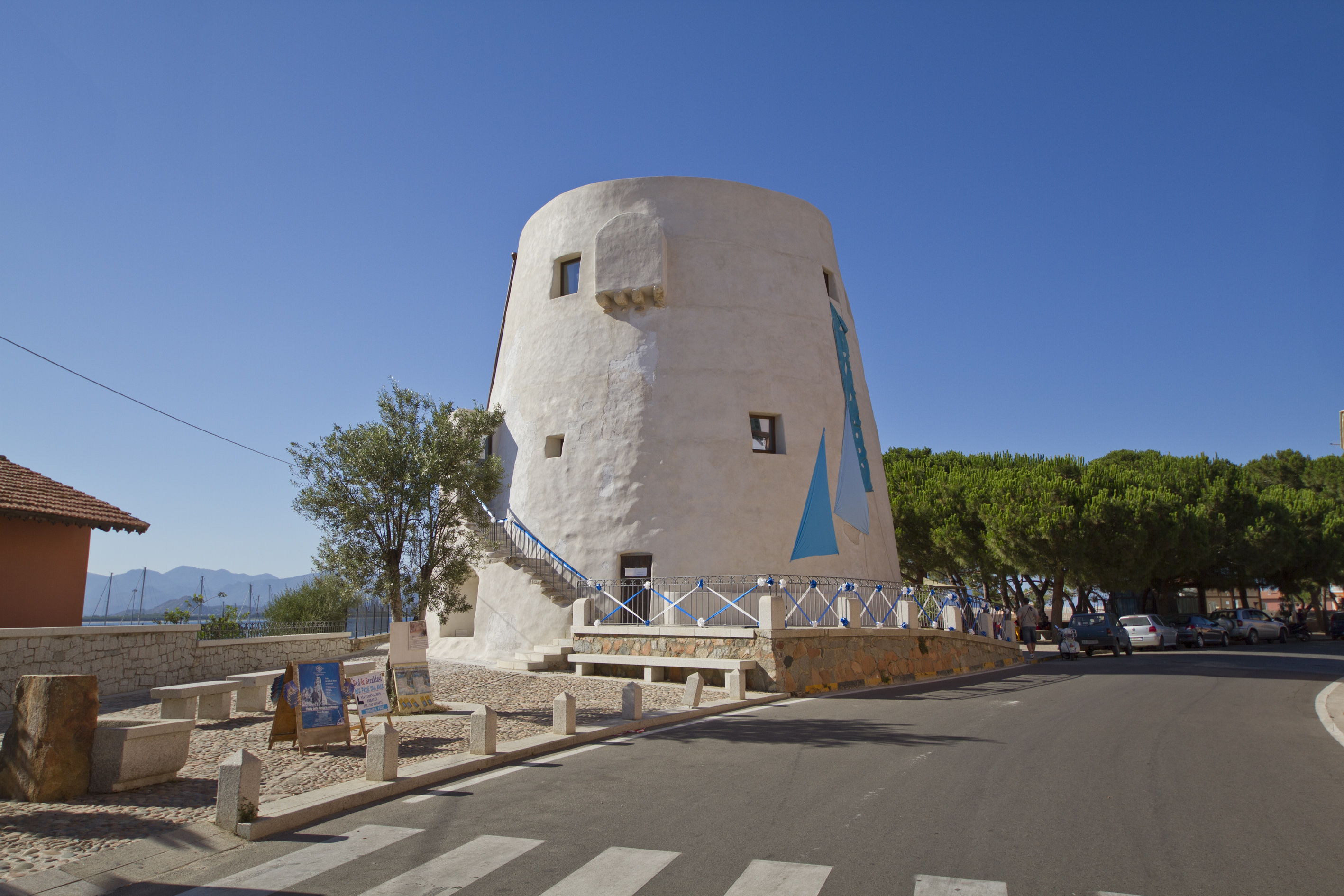
Torre di San Miguel (2012)
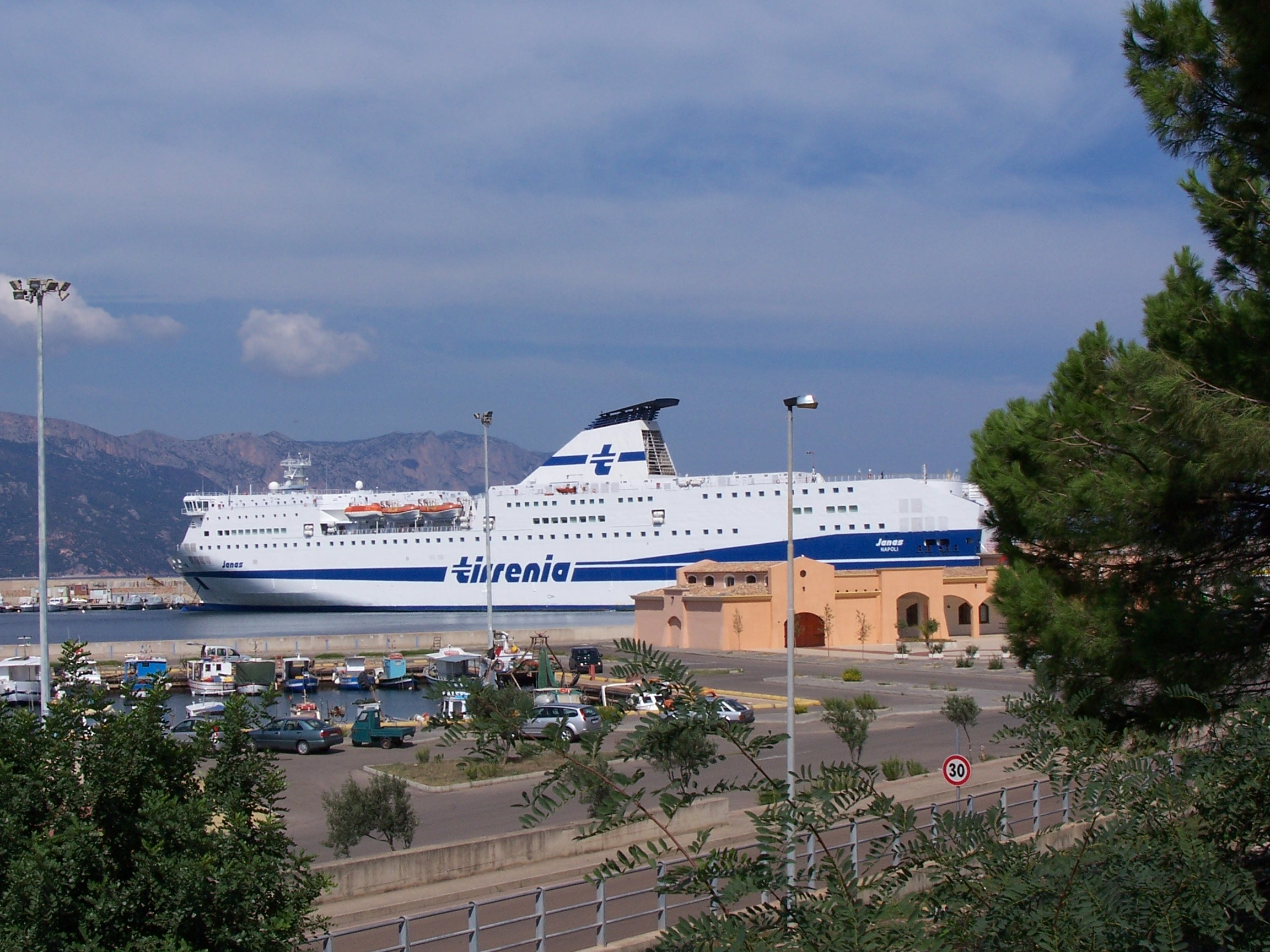
Hafen
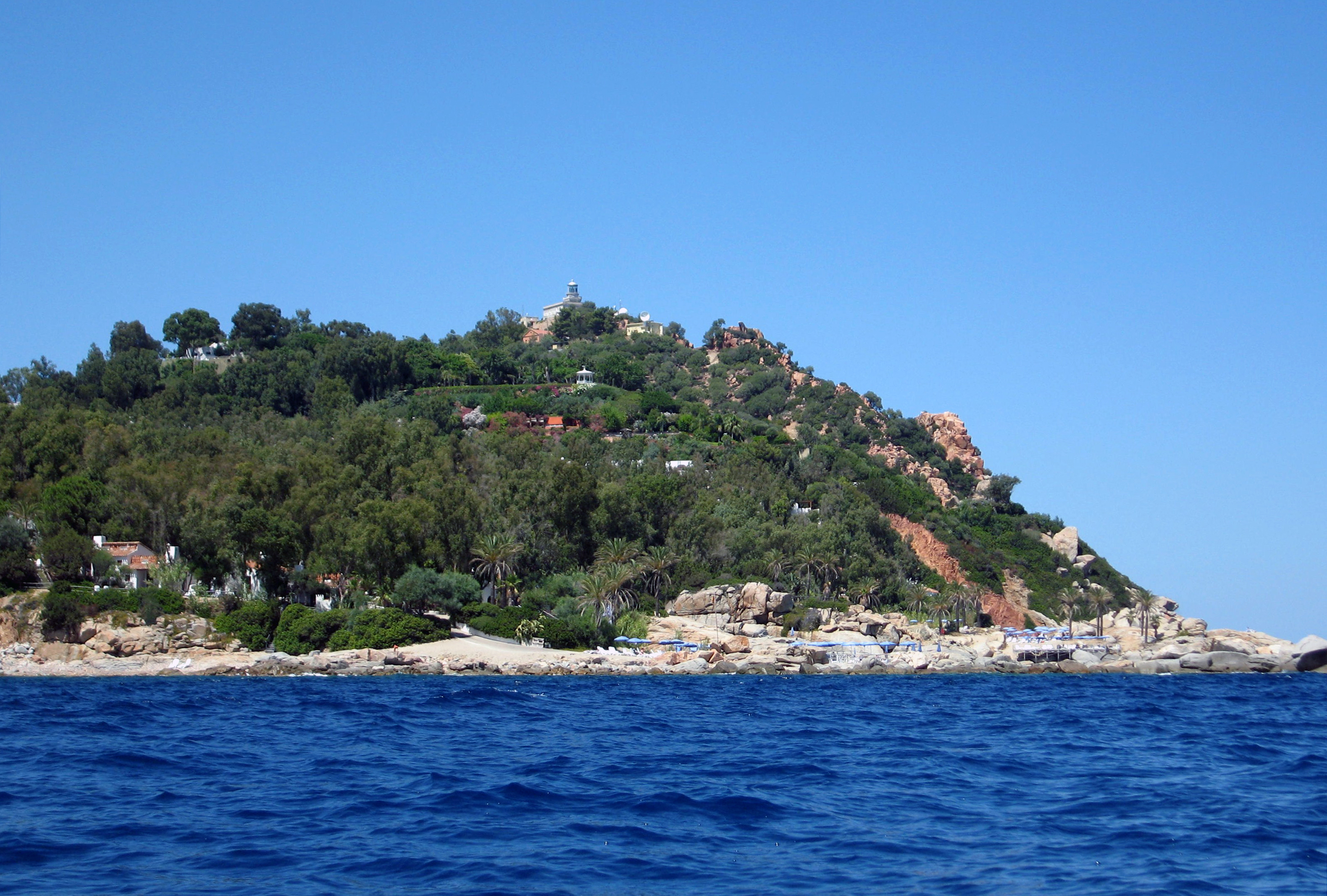
Capo Bellavista
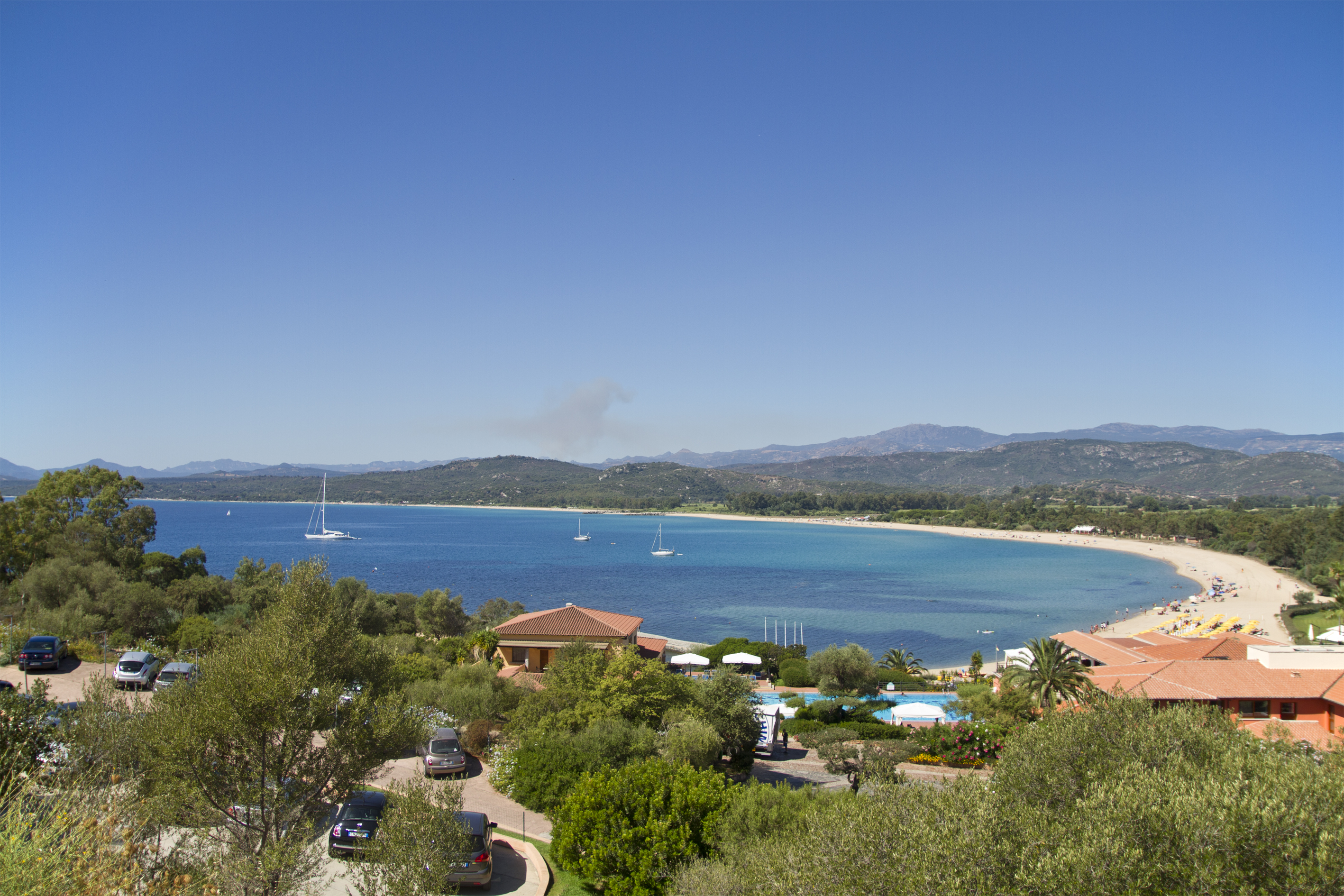
Spiaggia di San Gemiliano

## Verkehr
Arbatax verfügt über eine gute Anbindung im Straßenverkehr in Nord-Süd-Richtung über die SS125, welche sowohl westlich nahe der Stadt verläuft, als auch selbst zum Ort hin. Den Südwesten der Insel erreicht man über die SS198. Neben dem regionalen Busverkehr besteht eine Anbindung an den Busfernverkehr durch das größte öffentliche Verkehrsunternehmen ARST auf Sardinien. Arbatax besitzt einen Bahnhof an der schmalspurigen Bahnstrecke Mandas–Arbatax, sie wird in den Sommermonaten bedient vom Trenino Verde, dem Tourismusprojekt der italienischen Bahngesellschaft Ferrovie della Sardegna. Nahe dem Ort bestand bis 2011 der Flugplatz Tortolì-Arbatax, auf dem durch die rückläufige Anzahl der Flugbewegungen der Flughafenbetrieb eingestellt wurde. Die Hafenanlagen dienen nicht nur als Fischerei- und Sportboothafen, sondern auch für den Linienverkehr der Fähren (u. a. nach Civitavecchia und Genua) und der Handelsschifffahrt.